# Phenablennius heyligeri
Phenablennius heyligeri är en fiskart som först beskrevs av Bleeker, 1858-59.  Phenablennius heyligeri ingår i släktet Phenablennius och familjen Blenniidae. IUCN kategoriserar arten globalt som otillräckligt studerad. Inga underarter finns listade i Catalogue of Life.